# غرابیه
غُرابیه (به پارسی سره: زاغ‌گونگان، کلاغیان) یکی از فرقه‌های  غلات اند. غلات . کسی را گویند که معتقد است: محمد و علی چون دو زاغ مانند هم هستند.
به عقیده سید مرتضی عسکری در کتابی به نام" عبدالله بن سبا" اساساً چنین گروهی  ساخته و پرداخته برخی گروه‌های سنی مذهب است و وجود خارجی نداشتند.
صاحب‌الفرق بین‌الفرق گوید: «غرابیه گروهی هستند که گفتند خدای بزرگ و ارجمند جبرئیل را به مژدهٔ پیغمبری به سوی علی فرستاد و او در راه خود به غلط افتاد و اشتباهاً نزد محمد رفت، زیرا علی به محمد شباهت بسیار داشت و آن دو بهم چنان مانند بودند که دو کلاغ یا دو مگس (ذباب) به یکدیگر مانند، و می‌گفتند که علی پیغمبر بود و فرزندان او پس از وی پیغمبر بودند. این گروه به پیروان خود گویند «العنوا صاحبَ الریش»؛ یعنی آن شخص پردار را لعنت کنید، و خواست ایشان از آن شخص جبرئیل است و کفر این فرقه از یهود بیشتر است، چه ایشان پیغمبر را گفتند چه کسی برای تو از سوی خدای تعالی وحی آورد؟ آن حضرت فرمود: «جبرئیل». گفتند که ما او را دوست نداریم زیرا فرشتهٔ عذاب است و اگر میکائیل که فرشته رحمت است برای تو وحی می‌آورد، ما به تو ایمان می‌آوردیم، و آنان جبرئیل را لعنت نکنند بلکه او را فرشتهٔ عذاب دانند نه رحمت. اما غرابیه که از رافضه [شیعه، برخی سنیان شیعه را رافضی خوانند] اند، جبرئیل و محمد را لعنت کنند و خدای تعالی گفته‌است: مَنْ کانَ عَدُوًا لِلَّهِ وَ مَلائِکَتِهِ وَ رُسُلِهِ وَ جِبْریلَ وَ میکالَ فَإِنَّ اللَّهَ عَدُوٌّ لِلْکافِرین کسی که دشمن خدا و فرشتگان و رسولان او و جبرئیل و میکائیل باشد [کافر است و] خداوند دشمن کافران است. و چون نام کافر بنابراین آیه به دشمن فرشتگان محقق است، از این رو این فرقه را از جمله فرق مسلمانان نمی‌توان شمرد.
«بهری خوارج شدند، و بهری غالی، و بهری غرابی».

## غرابیه میان دیگر ادیان
این گروه، از نظر غالب شیعیان و از نظر سایر مسلمانان، کافر و گمراه‌اند. همچنین شیعیان جعفری معتقد هستند که این گروه افراطی همان غالیان (غلو کنندگان) می‌باشند.
این فرقه اکنون موجودیت ندارد و شاید همانند بسیاری دیگر از فرقه‌های کهن، از میان رفته یا در دیگر فرقه‌ها ادغام شده و دچار استحاله شده‌اند تا جایی که امروزه کسی به پیروی از چنین عقایدی شناخته شده نیست. چنانچه علامه مرتضی عسکری در کتاب عبدالله بن سبا ادعا کرده‌است این فرقه جزو اتهامات دروغی است که به شیعیان بسته‌اند و موجودیت نداشتن این گروه به این علت است که غرابیه اساساً هرگز وجود خارجی نداشته‌است.